# Kloster der Rekollekten in Metz

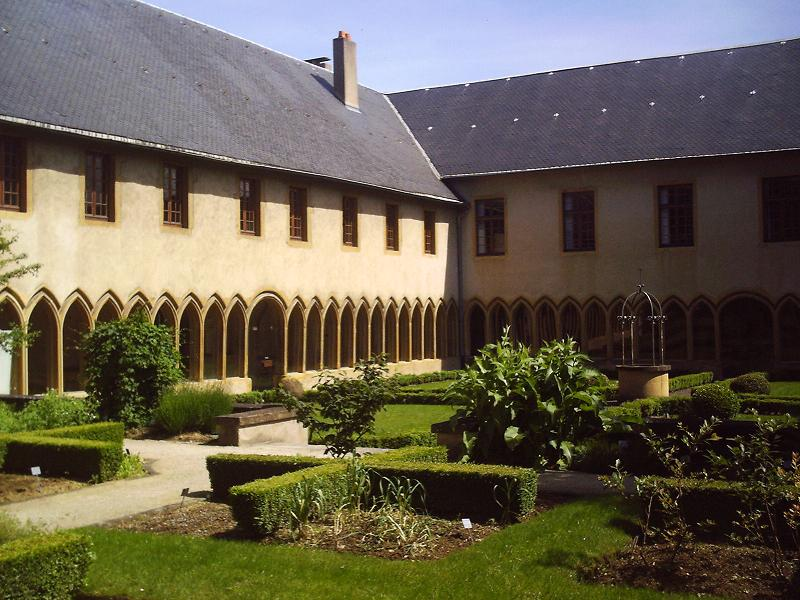
Blick in den Kreuzgang des Klosters

Das Kloster der Rekollekten (französisch Cloître des Récollets) ist ein altes Klostergebäude aus dem 14. Jahrhundert in der Altstadt von Metz im Département Moselle.

## Geschichte
Das Kloster wurde von den Cordeliers, der französischen Bezeichnung für den Franziskanerorden, gegründet, die sich auf dem Hügel von Sainte-Croix im Jahre 1230 ansiedelten. Es gehörte von 1602 bis zur französischen Revolution zu dem franziskanischen Reformzweig der Récollets (ordo fratrum minorum recollectorum). Ein Teil der Armée du Rhin wurde 1791, im ersten Jahr ihres Bestehens, hier einquartiert. Die Kirche des Klosters und die vierte Galerie des Kreuzgangs wurden 1804 zerstört. Nach der Revolution befand sich in den Gebäuden das Fürsorgeamt (bureau de bienfaisance) der Stadt. Im neunzehnten Jahrhundert beherbergten die Gebäude ein Waisenhaus, das von der Genossenschaft der Töchter der christlichen Liebe vom Hl. Vinzenz von Paul betrieben wurde.

## Heute
Im Kloster ist seit 1972 das von Jean-Marie Pelt gegründete Europäische Institut für Ökologie und seit 2002 das Stadtarchiv der Stadt Metz untergebracht.

## Architektur
Der im gotischen Stil ausgeführte Kreuzgang ist heute dreiflügelig und doppelstöckig. Die Arkaden und Decken im Erdgeschoss sind sehr einfach ausgeführt. Der Kreuzgang besteht aus 21 Jochen, die von einer einfachen Holzdecke überspannt sind. Er diente wie alle Kreuzgänge als Verbindungsgang zwischen den um ihn errichteten Klostergebäuden und ist integraler Bestandteil dieser. Das mittlere Joch ist jeweils breiter als die Fensterjoche und ermöglicht den Zugang zum punktierten Garten, einem nicht wirtschaftlich genutzten einfachen Broderieparterre, das der Ruhe und dem Gebet diente und in dessen Mitte sich ein kleiner Zierbrunnen befand. Ein kleinerer Klostergarten (Jardin de simples), der auch heute noch mit Heilpflanzen angelegt ist, schließt sich an der Süd-Westseite an. Es gibt in ihm eine gefasste Quelle, eine Mauer begrenzt den Garten zur Straße hin und verbessert das Mikroklima.
Die Galerie auf der Süd-Ostseite ermöglicht den Zugang zum Kapitelsaal, der mit seinen hölzernen Säulen ebenfalls schlicht gestaltet ist. Die sich an den Kreuzgang anschließenden Gebäude wurden erst im 18. Jahrhundert einer neuen Nutzung zugeführt. Im Kreuzgang sieht man als einzigen Schmuck in die Wände eingelassene Grabdenkmäler und Inschriften. Auf dem Gelände befand sich aufgrund der Höhenlage auch ein Hochbehälter, der später in Archivräume umgewidmet wurde.
Das Ensemble ist seit 23. März 1972 als Monument historique geschützt.